# Église Saint-Pierre de Firminy
 (septembre 2013).
Si vous disposez d'ouvrages ou d'articles de référence ou si vous connaissez des sites web de qualité traitant du thème abordé ici, merci de compléter l'article en donnant les références utiles à sa vérifiabilité et en les liant à la section « Notes et références ».
Pour les articles homonymes, voir Église Saint-Pierre.
L'église Saint-Pierre de Firminy est une église catholique située à Firminy, dans la Loire, en France. Elle est couramment appelée église Le Corbusier, église du Corbusier ou église Corbusier.
Cette église est un bâtiment en béton situé dans la commune de Firminy. C'est un des derniers projets de l'architecte Le Corbusier. Celui-ci l'a conçue pour être une église dans la ville modèle de Firminy Vert, voulue en 1953 par l'ancien maire Eugène Claudius-Petit, qui fut ministre de la Reconstruction et de l'urbanisme. La construction de Saint-Pierre a commencé en 1970, cinq ans après la mort de Le Corbusier. Elle a été achevée 41 ans après sa mort, le 26 novembre 2006.

## Historique
En 1957, il est demandé à l'architecte André Sive[Par qui ?] de réaliser le projet d'une église et d'un presbytère pour Firminy-Vert. Il décède l'année suivante et son projet ne verra jamais le jour.
Il est alors demandé[Par qui ?] en 1961 à Le Corbusier et à ses collaborateurs, Louis Miquel et José Oubrerie, de réaliser l'église. Un bras de fer commence entre l'évêché et Le Corbusier sur le projet. L’architecte doit revoir à plusieurs reprises ses plans. À l'origine, l'édifice était composé de deux bâtiments, la nef et des salles pour des activités paroissiales. Mais l'évêque demande un projet moins onéreux. Le plan définitif regroupe les deux bâtiments en un, en superposant les salles pastorales sous l'église[pas clair].
Le 28 mai 1970, la première pierre est posée. Le début de l'édification de l'église ne commence cependant qu'au début de l'automne 1973.
En 1972, l'évêché se désengage du projet en raison de son coût. La commune et l'association Le Corbusier pour l'église de Firminy-Vert, créée par Eugène Claudius Petit, finance les travaux.
Commencé en 1973, le chantier de construction connaît de nombreuses interruptions, en raison des problèmes de budget et des conflits politiques locaux. Avec la crise de la sidérurgie française, industrie principale de la ville, le temps n'est plus à l'expansion urbaine. En 1974, le chantier s'arrête une première fois, puis les travaux reprennent en 1975. En 1976, nouvel arrêt à la suite de la faillite de l'entreprise Stribick. Le chantier reprend en 1977 grâce à la relance de l'activité de cette entreprise.

Le bâtiment s'élève jusqu'aux niveaux 4 et 5 avant l'arrêt définitif en 1978, et reste inachevé, en l'état, pendant 30 ans. Les travaux de Le Corbusier souffrent à cette époque d'un désamour. Le carré du socle est terminé, mais il manque le toit.

Constellation d'Orion et autel dans l'église Saint-Pierre.

Ce socle, surnommé « le blockhaus » par les habitants, tombe dans l'oubli. L'édifice est muré pour éviter toute intrusion et manque de disparaître au profit d’un projet de gymnase à son pied. Pour éviter la démolition, Eugène Claudius-Petit demande à François Mitterrand de le classer comme monument historique. En 1983, l'église, en l'état, est classée à l'Inventaire supplémentaire des monuments historiques.
En 1993, la ville reconnaît l'intérêt culturel et touristique du bâtiment, mais aussi de tout l'ensemble architectural du site de Firminy-Vert. Dans l'espoir que des retombées économiques suivront, un nouveau permis de construire est accordé. À la demande du maire de l'époque, Bernard Outin, le bâtiment fait l'objet d'un premier arrêté de classement comme monument historique, le 3 juin 1996.
En 2002, le nouveau maire, Dino Cinieri, fait de l'achèvement de l’église l'une des priorités de son mandat, et la propriété du bâtiment passe à la communauté d'agglomération Saint-Étienne Métropole.
Les travaux reprennent en 2004, sous le contrôle de la fondation Le Corbusier et sous la direction d'un des anciens collaborateurs de Le Corbusier, José Oubrerie, qui avait assisté l'architecte dès la conception du projet et avait veillé à l'édification de la première étape de la construction, et des architectes stéphanois Yves Perret et Aline Duverger. Les travaux sont financés sur fonds publics, en violation du principe de séparation des Églises et de l'État[réf. nécessaire]. Les marchés de travaux sont annulés par le tribunal administratif, mais seulement après leur réalisation. L'église est finalement inaugurée le 29 novembre 2006, dans le cadre d'une cérémonie où l’ensemble du site Le Corbusier est mis en lumière. L'achèvement du bâtiment a coûté 7,6 millions d'euros.

## Utilisation
La partie inférieure du bâtiment est actuellement utilisée comme un centre d'interprétation sur l'œuvre de Le Corbusier et annexe du musée d'art moderne de Saint-Étienne. La partie supérieure conserve une vocation religieuse, avec un autel qui a été dédicacé le 29 juin 2007.

## Présentation
L'édifice se présente sous la forme d’une pyramide à base carrée de 25 mètres de côté évoluant dans un cône tronqué qui culmine à 33 mètres de hauteur.
Au rez-de-chaussée, l’église comprend quatre salles d’exposition et une salle de conférence. La structure à l’étage supérieur possède une base carrée et, par une spirale interne, aboutit à une sphère. Elle contient une chaire et un autel et peut accueillir des cérémonies catholiques.
Dans la nef principale, le jeu de lumière et de contraste révèle l’ampleur de l’élévation de l’édifice[pas clair]. La lumière pénètre dans l'église par des orifices dans la coupole qui dessinent la constellation d'Orion (Le Corbusier n'avait pas défini quelle constellation devait apparaître sur la paroi).
La forme du monument et le béton brut lui confèrent de piètres qualités acoustiques.[réf. souhaitée]